# Wappen der Provinz Lugo

Wappen der Provinz Lugo vom 3. Oktober 1986

Das Wappen der Provinz Lugo wurde per Dekret der Regierung der Autonomen Gemeinschaft Galicien am 3. Oktober 1986 offiziell festgeschrieben. Sie folgte damit einer Entscheidung der Abgeordnetenversammlung der Provinz Lugo vom 25. November 1985, in der die Gestaltung des Provinzwappens festgelegt worden war.

## Beschreibung
In der Heraldik werden die Bezeichnungen rechts und links grundsätzlich aus der Sicht der Person verwendet, die den Schild vor sich her tragen würde, also entgegengesetzt zur Sicht des Betrachters.
Das Wappen der Provinz Lugo besteht aus einem von Blau über Rot gespaltenen Schild. Oben steht in Blau ein goldener Kelch, über dem eine silberne Hostie in einem goldenen Strahlenkranz schwebt. Kelch und Hostie werden beiderseits von je einem silbernen, auf einer silbernen Wolke knienden Engel in Gebetspose mit gesenkten Köpfen begleitet. Unten steht in Rot ein silberner, zweigeschossiger Zinnenturm mit blauen Fenster- und Türöffnungen, begleitet beiderseits von je einem goldenen, aufrechten Löwen, die sich gegen den Turm stützen. Auf dem Schild ruht die geschlossene spanische Königskrone mit Reichsapfel.

## Historische Herkunft der Wappenbestandteile
Der goldene Kelch mit der darüber schwebenden Hostie nimmt Bezug auf ein altes Privileg der Kathedrale Santa María in Lugo. In ihr wird der eucharistische Leib Christi seit Jahrhunderten und bis heute zur immerwährenden Anbetung öffentlich ausgestellt. Dies bestätigen bereits Bartolomé Sagrario Molina 1550 und später der Kanoniker Juan Pallares y Gayoso im Jahr 1700. Dieses Privileg soll auf das vom König der Sueben Theodemir abgehaltene Erste Konzil von Lugo zurückgehen, auf dem die Irrlehren der Arianer, denen die Sueben vorher anhingen, und diejenigen der Priscillianer verworfen und die Bistumsgrenzen in Galicien neu geregelt wurden. 569 nahm das Königreich Galicien als Zeichen der nunmehrigen Treue zum wahren christlichen Glauben Kelch und Hostie als Wappen an und Lugo wurde seine Hauptstadt.
Die beiden anbetenden Engel auf ihren Wolken wurden wohl im 17. Jahrhundert ins Wappen aufgenommen. Sie werden von Mateo de Cisneros y Figueroa anlässlich der Trauerfeierlichkeiten für die 1689 in Madrid verstorbene Königin Marie Louise d’Orléans erstmals beschrieben.
Die untere Schildhälfte wurde von einem der von den kastilischen Königen eingesetzten Regidores vor Beginn des 17. Jahrhunderts hinzugefügt. Über seine Bedeutung gibt es unterschiedliche Ansichten. Der Turm wird entweder mit einem Turm der in der 2. Hälfte des 3. Jahrhunderts errichteten römischen Stadtmauer von Lugo (Lucus Augusti), Weltkulturerbe der UNESCO seit 2000, identifiziert oder mit dem Torre de Augusto, von dem der römische Geograph Pomponius Mela in seiner 43–44 n. Chr. verfassten Chorographia berichtet. Dieser stand aber wohl an der Einmündung des Flüsschens Sar in den Ulla bei Padrón, etwa 90 km westwärts von Lugo entfernt. Bezüglich der beiden goldenen Löwen verweist der bereits erwähnte Juan Pallares y Gayoso auf den Mut der Einwohner Lugos im Abwehrkampf gegen verschiedene Eroberer, v. a. die Berber im 8. und die Mauren im 10. Jahrhundert. Der Heraldiker Jaime Bugallal y Vela stellt in Band XIX der Gran Enciclopedia Gallega Silverio Cañada die These auf, bei der unteren Schildhälfte handele es sich um die Modifikation des Wappens einer berühmten Person des Mittelalters, nämlich Pedro Enríquez de Castilla, illegitimer Sohn von Fadrique Alfonso de Castilla, der wiederum ein illegitimer Sohn König Alfons XI. war. Pedro Enríquez verstarb am 2. Mai 1400 und liegt in der linken Apsis der Klosterkirche San Francisco in Lugo begraben. Sein Wappen zeigt 2 purpurne, einander zugewandte, aufrechte Löwen in Silber und ein goldenes Kastell in Rot, also die Embleme für León und Kastilien. Deren Farben wären dann jedoch von Purpur zu Gold bezüglich der Löwen und von Gold zu Silber hinsichtlich des Turms verändert worden, nur die rote Grundfarbe eines Wappenteils von Pedro Enríquez wäre erhalten geblieben.